# Dance in the Dark
„Dance in the Dark” este un cântec al artistei americane Lady Gaga. Compoziția este inclusă pe cel de al treilea EP al interpretei, The Fame Monster. Piesa este inspirată de „frica de propriul monstru” a lui Gaga și experiența intimă a doi oameni, singuri într-un dormitor. Potrivit solistei, „înregistrarea este despre o fata căreia îi place să facă sex cu lumina stinsă, deoarece îi este rușine de corpul ei”. Ea a explicat că a întâlnit astfel de femei în timp ce a lucrat la Fundația MAC pentru SIDA, și că în melodie nu este vorba despre libertate, ci mai degrabă asigurarea că Gaga a înțeles sentimentele lor. Inițial, cântecul trebuia să fie lansat dupa hit-ul „Telephone”, dar în timpul unei dispute între Gaga și casa ei de discuri, a fost lansat „Alejandro”. Mai târziu, piesa a fost lansată spre descărcare digitală și ca disc single doar pentru radio-urile din Australia, Belgia și Franța.
„Dance in the Dark” conține influențe ale muzicii retro și new wave și începe cu o introducere murmurată și cu un interludiu vorbit, în care Gaga spune numele unor oamenilor celebri ale căror vieți s-au încheiat într-un mod tragic. Cântecul a primit laude din partea criticilor de specialitate. Acesta a reușit să ajungă în clasamentele UK Singles Chart și Bubbling Under Hot 100 Singles, s-a clasat în top treizeci în Australia și top zece Slovacia, Ungaria și Cehia. 
Cântăreața a interpretat „Dance in the Dark” ca și cântec de deschidere al turneului The Monster Ball Tour. În prima etapă a spectacolului, Gaga a apărut în spatele unei perdele transparente în timp ce cânta piesa. În spectacolele reorganizate, solista interpretează piesa într-o scenă ce prezintă o noapte în New York City. „Dance in the Dark” a fost cântat și la ediția din 2010 a premiilor BRIT, Gaga dedicând piesa prietenului ei apropiat, Alexander McQueen, care se sinucise cu câteva zile înainte. Compoziția a primit o nominalizare pentru premiul Grammy pentru cea mai bună înregistrare dance la a 53-a ediție a premiilor Grammy, însă a pierdut în fața piesei Rihannei, Only Girl (In the World)

## Informații generale și compunere
Potrivit MTV, „Dance in the Dark” a fost planificat inițial a fi lansat după „Telephone”, însă, datorită unor discuții între Gaga și casa ei de discuri, „Alejandro” a fost lansat în schimb. Cântecul a fost lansat pe iTunes în Belgia la 9 noiembrie 2009. În Australia, piesa a fost lansată ca și disc single la radio-ul australian la 26 iulie 2010. Gaga a explicat pentru Los Angeles Times că inspirația din spatele cântecului a fost experiența intimă a doi oameni, singuri într-un dormitor, frica de Monstrul Sex. Potrivit cântăreței, înregistrarea este despre o fata căreia îi place să facă sex cu lumina stinsă, deoarece îi este rușine de corpul ei. „Nu vrea ca bărbatul ei să o vadă dezbracătată. Ea va fi liberă, își va elibera animalul interior, dar doar când luminile sunt stinse”, a explicat Gaga. Ea a adăugat că, la fel ca și în melodie, trebuie să se lupte cu probleme legate de imaginea corpului și propriile dubii legate de viața ei. În timp ce lucra la Fundația MAC pentru SIDA, solista a realizat că femeile de vârsta ei nu spun ceea ce gândesc deoarece se tem că iubiții lor nu le vor mai iubi dacă vor face acest lucru.

Toate aceste lucruri noi care intră în viața mea îmi schimbă modul de a vedea propriile scopuri. „Dance in the Dark”, în particular, este despre mine dorind să trăiesc. Dar piesa nu se cheamă „Dance in the Light”. Nu sunt o cântăreață de gospel încercând să trec peste oameni. Ce vreau să spun este că, „M-am prins. Te înțeleg, simțim în același fel, și este OK.” Sper și mă rog că pot să inspir un fel de schimbare în oameni în subconștientul lor prin acest spectacol. Ei cântă „Dance in the Dark”, dar dansează și se simt liberi, se eliberează. Cântecul nu este despre libertate, este despre faptul că înțeleg. Simt în modul în care o faci și tu. 

## Înregistrarea și structura

Lady Gaga în aprilie 2010, cântând „Dance in the Dark” în turneul The Monster Ball Tour, în Australia.

"Dance in the Dark" este un cântec europop ce conține influențe ale muzicii retro și new wave în compoziția sa. Michael Hubbard de la musicOMH a scris că piesa începe cu o introducere bâlbâită și gemete orgasmice, urmate de Gaga cântând melodia. Potrivit partiturilor publicate pe Musicnotes.com de Sony/ATV Music Publishing, „Dance in The Dark” a fost compus într-o măsură simplă în patru timpi cu un tempo de 121 de bătăi pe minut. Este compus în tonalitatea re minor și are o progresie de acorduri. Un interludiu rostit este, de asemenea, prezent.
Versurile piesei se referă la vampiri și vârcolaci: „Run run her kiss is a vampire grin/The moon lights her way while she's howlin' at him” (ro.: „Fugi, fugi, sărutul ei e un rânjet de vampir/Luna îi luminează în calea în timp ce ea urlă la el”). Gaga a explicat că versurile erau un mijloc de a exprima modul în care oamenii se bazează pe motivațiile externe pentru ca ei să facă față anxietății interne. „Ea nu se simte liberă fără lună,” a spus interpreta. „Aceste versuri sunt modul meu de a vorbi despre cum cred că unele femei și unii bărbați se simt nesiguri despre ei înșiși tot timpul. Nu se întâmplă uneori, nu e în adolescență, este veșnic”. Interludiul rostist se referă la oameni faimoși ale căror vieți s-au încheiat într-un mod tragic, mai precis Marilyn Monroe, Judy Garland, Sylvia Plath, JonBenét Ramsey, Liberace, Isus din Nazaret, Stanley Kubrick și Prințesa Diana.

## Receptare

### Comercială
În Ungaria, cântecul a debutat în clasamentul Mahasz Single Top 10 lista pe locul nouă la 30 noiembrie 2009, iar săptămâna următoare nu a mai fost prezent în top. În Regatul Unit, „Dance in the Dark” a debutat în clasamentul UK Singles Chart pe locul optzeci și nouă la 12 decembrie 2009 și a rămas în top pentru o săptămână. În Canada, piesa s-a clasat pe locul optzeci și opt în Canadian Hot 100 la 11 noiembrie 2009. „Dance in the Dark” a debutat locul nouăzeci și trei în clasamentul Australian Singles Chart, iar după ce a fost lansat la radio-urile australiene, s-a mutat pe locul patruzeci și trei și, mai apoi, a ocupat locul douăzeci și patru în următoarele săptămâni. În Franța, piesa s-a clasat pe locul patruzeci în French Digital Singles Chart și a ajuns mai târziu pe locul treizeci. „Dance in the Dark” a debutat în topul Bubbling Under Hot 100 Singles pe locul douăzeci și doi și în Hot Dance/Electronic Digital Songs pe locul nouă, la 9 octombrie 2010. Până în septembrie 2010, „Dance in the Dark” a vândut 120,000 de exemplare digitale în Statele Unite, potrivit Nielsen SoundScan.

## Acreditări și personal
- Lady Gaga –  voce principală, textieră, co-producătoare, instrumente suplimentare și aranjament muzical
- Fernando Garibay – textier, producător, instrumente, programare și aranjament muzical
- Jonas Westling – înregistrare și inginer de sunet
- Dan Parry – înregistrare și inginer de sunet
- Christian Delano – înregistrare și inginer de sunet
- Înregistrat la Metropolis Studios, Londra, Anglia
- Aranjat la Paradise Studios, Hollywood, Los Angeles, California
- Robert Orton – mixare audio la Sarm Studios, London, England
- Gene Grimaldi – masterizare audio la Oasis Mastering, Burbank, California

Acreditări adaptate de pe broșura albumului The Fame Monster.

## Lista pieselor
- Descărcare digitală[3]

1. "Dance in the Dark" – 4:49

## Prezența în clasamente
| Țară (clasament)                                            | Poziția maximă | Referință |
| ----------------------------------------------------------- | -------------- | --------- |
| Australia (ARIA)                                            | 24             | [ 23 ]    |
| Belgia (Ultratop 50 Flanders)                               | 33             | [ 24 ]    |
| Belgia (Ultratop 50 Wallonia)                               | 48             | [ 25 ]    |
| Canada (Canadian Hot 100)                                   | 88             | [ 26 ]    |
| Cehia (Rádio Top 100)                                       | 10             | [ 27 ]    |
| Franța (SNEP)                                               | 30             | [ 28 ]    |
| Ungaria (Single Top 40)                                     | 9              | [ 29 ]    |
| Polonia (Dance Top 50)                                      | 38             | [ 30 ]    |
| Rusia (Tophit)                                              | 49             | [ 31 ]    |
| Slovacia (Rádio Top 100)                                    | 6              | [ 32 ]    |
| Regatul Unit (Official Charts Company)                      | 89             | [ 33 ]    |
| Statele Unite ale Americii (Bubbling Under Hot 100 Singles) | 22             | [ 34 ]    |
| Statele Unite ale Americii (Dance/Electronic Digital Songs) | 9              | [ 35 ]    |

## Datele lansărilor
| Țara      | Data             | Format              |
| --------- | ---------------- | ------------------- |
| Belgia    | 6 noiembrie 2009 | Descărcare digitală |
| Australia | 26 iulie 2010    | Radio               |
| Franța    | 25 august 2010   | Radio               |